# Mutterschied
Mutterschied este o comună din landul Renania-Palatinat, Germania.